# Vrbovec (Czechy)
Vrbovec – gmina w Czechach, w powiecie Znojmo, w kraju południowomorawskim. Według danych z dnia 1 stycznia 2014 liczyła 1 160 mieszkańców.